# Opština Tetovo
Tetovo (makedonsky Тетовo, albánsky Tetovë) je občina na severozápadě Severní Makedonie. Tetovo je také název města, které je centrem občiny. Občina se nachází v Položském regionu.

## Geografie
Na severu a východě sousedí občina se státem Kosovo. Na severovýchodě sousedí s občinou Tearce, na východě s Jegunovce, na jihovýchodě s Želino, na jihu s Brvenicou a na jihozápadě s Bogovinje.
Rozloha opštiny činí 261,89 km2. Opština leží v nadmořské výšce 460-500 metrů a má mírné kontinentální klima s průměrnou roční teplotou 11,6 °C. 
Klimatické a půdní podmínky jsou vhodné pro rozvoj zemědělství a chov zvířat. Mimo jiné se zde pěstuje obilí, ovoce a mnoho průmyslovým plodin. Pastevectví se rozvíjí hlavně v horách. 
Díky protékající řece Peně zde bylo ve 20. století vystavěno několik vodních elektráren a je symbolem přírodních krás opštiny. 
Centrem opštiny je město Tetovo. Pod něj spadá dalších 21 vesnic:
| Vesnice       | Počet obyvatel |
| ------------- | -------------- |
| Bozovce       | 924            |
| Brodec        | 1 136          |
| Džepčište     | 4 051          |
| Fališe        | 546            |
| Gajre         | 1 020          |
| Germo         | 962            |
| Golema Rečica | 3 977          |
| Jedoarce      | 5              |
| Lavce         | 298            |
| Lisec         | 692            |
| Mala Rečica   | 8 353          |
| Poroj         | 2 899          |
| Sarakino      | 1 087          |
| Selce         | 2 538          |
| Setole        | 2              |
| Šipkovica     | 2 826          |
| Vejce         | 1 127          |
| Vešala        | 1 222          |

V opštině se také nachází vysídlená vesnice Otunje a historická vesnice Šipkovsko Teke.

## Historie
V důsledku překreslování hranic vesnic a okresů v roce 2003 se občiny Šipkovica a Džepčiště připojili k dnešní občině Tetovo. Bez těchto dvou občin byla populace Tetova 65 318 obyvatel (1994) a při posledním sčítání 70 841. V občině Šipkovica žilo v roce 1994 jen 6 797 obyvatel a v Džepčišti 7 286. Dnešní populace po spojení těchto tří celků činí 86 580.
26. listopadu 2019 zasáhlo Albánii a občinu Tetovo zemětřesení, trvající 2 dny. Bylo sem posláno celkem 500 tisíc denárů na podporu obětí.

## Demografie
Podle posledního sčítání lidu z roku 2021 žije v opštině 84 770 obyvatel. Přes 50 % obyvatelstva je albánské národnosti a vyznává islám. Ihned za nimi jsou Makedonci a pravoslavní věřící. V malé míře zde žijí Turci, Romové a v malých stovkách i Srbové a Bosňáci. 

#### Etnické skupiny
| Národnost | Počet  | %      |
| --------- | ------ | ------ |
| Albánci   | 60 886 | 70,3 % |
| Makedonci | 20 053 | 23,2 % |
| Romové    | 2 357  | 2,7 %  |
| Turci     | 1 882  | 2,2 %  |
| Srbové    | 604    | 0,7 %  |
| Bosňáci   | 156    | 0,2 %  |
| ostatní   | 642    | 0,7 %  |

#### Náboženské složení
| Vyznání     | Počet věřících |
| ----------- | -------------- |
| Muslimové   | 65 499         |
| Pravoslavní | 20 182         |
| Katolíci    | 91             |
| Protestanti | 3              |
| ostatní     | 805            |

## Samospráva a politika
Starostou opštiny je Bilal Kasami z politické strany BESA. Poprvé byl zvolen v místních volbách v roce 2021 na čtyřleté období. Rada opštiny Tetovo se skládá z 31 členů. Podle posledních voleb jsou pro léta 2021-2025 zastoupeny tyto strany:

DUI – 10 míst (světle modrá)BESA – 8 míst (černá)BMRO-DPMNE – 4 místa (červená)
AA – 3 místa (fialová)SDSM – 2 místa (modrá)DPA – 2 místa (zelená)
Nezávislí – 2 místa (šedá)